# La Bosse (Sarthe)
La Bosse è un comune francese di 146 abitanti situato nel dipartimento della Sarthe nella regione dei Paesi della Loira.

## Storia

### Simboli
Lo stemma comunale riprende il blasone della famiglia de Mailly.

## Società

### Evoluzione demografica
Abitanti censiti